# 皮索欽
49°57′13″N 36°6′23″E / 49.95361°N 36.10639°E

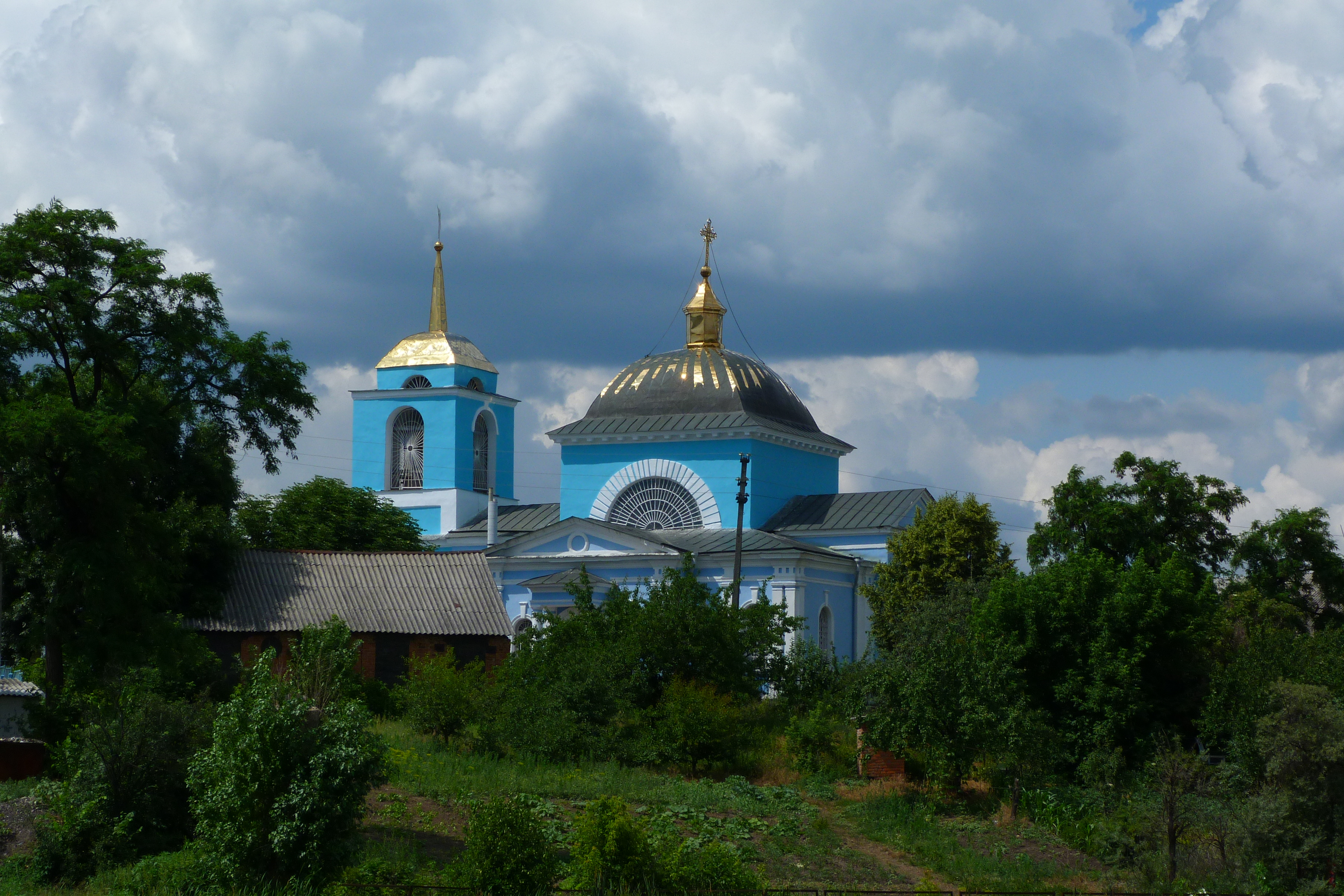
教堂

皮索欽（烏克蘭語：Пісочин），是烏克蘭東部哈爾科夫州哈爾科夫區皮索钦市镇内的市級鎮及其行政中心。處於烏達河畔，面積8.06平方公里，海拔高度102米，2001年人口17,801，人口密度每平方公里2,208.56人。